# Csukcsföld
Csukcsföld vagy a Csukcs Autonóm Körzet (oroszul Чукотский автономный округ, csukcs nyelven Чукоткакэн автономныкэн округ) az Oroszországi Föderáció tagja. Székhelye Anadir.

## Földrajz
Oroszország északkeleti részét foglalja el, területe közel nyolcszor akkora, mint Magyarországé. Határos délnyugaton a Magadani területtel, délen a Kamcsatkai határterülettel, nyugaton és északnyugaton Jakutfölddel. Keleten a Bering-szoros választja el Alaszkától.
Északon a Kelet-szibériai-tenger és a Csukcs-tenger, keleten a Bering-tenger mossa partjait, többek között az Ajon- és a Vrangel-szigetét is. Az autonóm körzetnek csak egy kisebb, legkeletibb része a Csukcs-félsziget, amely a terület őslakóiról, a csukcsokról kapta nevét.
Területének legnagyobb része hegyvidék: központi vidékein az Anyuj-hegység, az Omoloj-hegység, az Anadir-fennsík, az északi tengerpart mentén húzódó Ekvivatap-hegység. Keleten legnagyobb folyója az Anadir, mely a hegyeket elhagyva az Anadir-alföldön folyik végig és a Bering-tenger egyik öblébe torkollik. A körzet nyugati felének legnagyobb folyói, az Omolon és a Nagy-Anyuj (Anyuj) a Kolima vízrendszeréhez tartoznak.

## Népesség
Az elmúlt három népszámlálás alkalmával, a népesség száma csökkent.
- 1989-ben 163 934 lakosa volt, melynek 66,1%-a orosz, 16,8%-a ukrán, 7,3%-a csukcs, 0,9%-a eszkimó, 0,8%-a even.
- 2002-ben 53 824 lakosa volt, melyből 27 918 orosz (51,87%), 12 622 csukcs (23,45%), 4960 ukrán (9,22%), 1534 eszkimó (2,85%), 1407 even (2,61%), 951 csuvanc (1,77%), 185 jukagír (0,34%).
- 2010-ben 50 526 lakosa volt, melyből 25 068 orosz (49,61%), 12 772 csukcs (25,28%), 2869 ukrán (5,68%), 1529 eszkimó (3,03%), 1392 even (2,76%), 897 csuvanc (1,78%), 198 jukagír (0,39%).

### Települések
Csukcsföldön (a 2010. évi népszámláláskor) 3 város, 5 városi jellegű település és 38 falusi település található. 1987-ben a körzet népessége még meghaladta a 150 ezer főt, vagyis az ezredforduló körüli negyed század alatt a harmadára csökkent, és ez a településhálózaton is nyomot hagyott: 1987-ben még 2 város, 18 városi jellegű település és 45 falusi tanács volt Csukcsföldön, közülük számosat elhagytak a lakói, és egyszerűen megszűntek az utóbbi években.
A 2010. évi népszámlálás adatai szerint Csukcsföldön 65% a városi (városokban vagy városi jellegű településeken élő) népesség aránya. A falusi települések általában legfeljebb néhány száz lakosúak, a háromezer fős népességet egyikük sem éri el.
Csukcsföld városai a következők (2010. évi népességükkel):
- Anadir (13 045)
- Bilibino (5506)
- Pevek (4162)

A városi jellegű települések:
- Ugolnije Kopi (3368)
- Egvekinot (2790)
- Provigyenyija (1970)
- Beringovszkij (1401)
- Misz Smidta (492)

## Közigazgatás és önkormányzatok
Csukcsföld (a 2010. évi népszámláláskor) közigazgatási szempontból 8 járásra oszlik, ezen kívül a körzet székhelye, Anadir körzeti alárendeltségű, vagyis a hozzá beosztott falusi népességgel együtt nem tartozik egyik járáshoz sem.
Az önkormányzatok területi beosztása Csukcsföldön jelentősen eltér a közigazgatási felosztástól, mivel a 8 közigazgatási járással ellentétben csupán 6 járási önkormányzat működik az autonóm körzet területén. Anadir a hozzá beosztott falusi településsel együtt nem tartozik ezek egyikéhez sem, hanem a járásoktól független városi körzetet alkot, ami egyszintű önkormányzattal rendelkezik, mely egyszerre gyakorolja a járási és a községi önkormányzati hatásköröket. A másik 2 város és az 5 városi jellegű település városi községet alkot, melyek valamely járási önkormányzatnak alá vannak rendelve, akárcsak a 37 falusi község. A városokhoz beosztott falusi települések a megfelelő városi körzethez illetve városi községhez tartoznak.
Közigazgatási szempontból tehát Csukcsföld 8 járásra és 1 városra tagozódik, míg önkormányzati rendszerét 6 járási önkormányzat és 1 városi körzet, a járási önkormányzatoknak alárendelve pedig 7 városi és 37 falusi község alkotja.
A közigazgatási járások és székhelyeik:
- Anadiri járás (Anadir)
- Beringovszkiji járás (Beringovszkij)
- Bilibinói járás (Bilibino)
- Csauni járás (Pevek)
- Csukotkai járás (Lavrentyija)
- Iultyini járás (Egvekinot)
- Provigyenyijai járás (Provigyenyija)
- Schmidt járás (Misz Smidta)

Az önkormányzati járások:
- Anadiri járás (ennek része a Beringovszkiji közigazgatási járás is)
- Bilibinói járás (területe megegyezik a Bilibinói közigazgatási járáséval)
- Csauni járás (ide tartozik a Schmidt közigazgatási járásból Billingsz)
- Csukotkai járás (területe megegyezik a Csukotkai közigazgatási járáséval)
- Iultyini járás (ide tartozik a Schmidt közigazgatási járásból Misz Smidta és Rirkajpij)
- Provigyenyijai járás (területe megegyezik a Provigyenyijai közigazgatási járáséval)

## Politikai vezetés
A Csukcs Autonóm Körzet élén a kormányzó áll.
- Roman Valentyinovics Kopin: először 2008-ban, másodszor 2013-ban választották meg kormányzónak. A 2018. szeptember 9-ei választáson harmadszorra is megerősítették tisztségében.[2]